# Zachris Topelius
Zachris Topelius o Zacharias Topelius (Kuddnäs, prop de Nykarleby, Gran Ducat de Finlàndia, 14 de gener de 1818 - Sipoo, Hèlsinki, 12 de març de 1898), va ser un novel·lista romàntic, poeta i historiador finlandès. És considerat un dels escriptors més populars de la història de Finlàndia.
Va ser professor d'història a la Universitat de Hèlsinki, i es va dedicar a la conservació i difusió del patrimoni cultural nacional finlandès. Va ser molt creient. El seu pare metge, era conegut per col·leccionar poemes populars.
Topelius, essent finlandès, va escriure, en canvi, en llengua sueca, perquè a la Finlàndia del segle XIX hi havia tres idiomes oficials: suec, finès i rus.
El compositor Jean Sibelius va compondre una obra per a orquestra, cor i rapsode, op. 30, sobre el poema Islossningen i Uleå älv de Zachris Topelius.
L'any 1935 es va traduir al català el seu llibre Läsning för barn (Lectura per a infants) sota el títol Una Història d'Hivern, dins la col·lecció Quaderns Literaris.